# Rudenská luční prameniště
Rudenská luční prameniště je název přírodní památky na území Rudného, části obce Vysoká Pec v okrese Karlovy Vary. Chráněné území s rozlohou 23,18 hektarů bylo vyhlášeno 23. března 2020. Nachází se v Krušných horách v přírodním parku Jelení vrch. Celé území přírodní památky se překrývá s evropsky významnou lokalitou Rudné, vyhlášenou 15. dubna 2005 na ploše 443,6 ha. Vzhledem k existenci území evropsky významné lokality Rudné, která přesahuje hranice přírodní památky, nebylo zřízeno ochranné pásmo. Přírodní památka je rozdělena do tří segmentů v rozestupech asi 250–300 m, které představují reprezentativní část nezalesněného území evropsky významné lokality Rudné.
Předmětem ochrany jsou horské podmáčené biotopy, které tvoří slatiniště, přechodová rašeliniště, acidofilní louky a na ně navazující ochranářsky významné druhy. Cílem ochrany je zachování a zvýšení perspektivy dochovaných stanovišť.

## Přírodní poměry
Chráněné území se nachází na úpatí Chaloupeckého (900 m) a Vysokého vrchu (883 m) a je protkáno drobnými potoky a četnými odvodňovacími kanály. Vody odvádí Rudný potok ústící ve Vysoké Peci do Rolavy.

### Geomorfologie a geologie
Chráněné území se nachází v okrsku Přebuzská hornatina, podcelku Klínovecká hornatina geomorfologického celku Krušné hory, severozápadně od okraje intravilánu Rudného.
Horninové podloží tvoří výhradně žuly krušnohorského plutonu. Ty jsou částečně překryty slatinami a rašelinami. Rašelina byla od přelomu 19. a 20. století dobývána pro otop a izolace domů. Hnětením rašeliny s vodou, pěchováním do forem a následným vysoušením volně na vzduchu se vyráběly v Rudném rašelinné cihly.

### Flóra a fauna
Nejrozsáhlejší porosty tvoří trvalé travní porosty, převážně horské sečené louky, jen nepatrnou část území zabírají lesní pozemky. U dřevin převažují smrkové porosty a nálety břízy. Nejcennější jsou plochy přechodových rašelinišť nebo nevápnitých mechových slatinišť, na které je vázáno nejvíce ohrožených druhů v území.
Ze zvláště chráněných a ohrožených druhů rostlin zde rostou zdrojovka potoční (Montia hallii),
rosnatka okrouhlolistá (Drosera rotundifolia), všivec lesní (Pedicularis sylvatica), prha arnika (Arnica montana), klikva bahenní (Oxycoccus palustris). Velmi hojné jsou zde koprník štětinolistý (Meum athamanticum), zvonečník černý (Phyteuma nigrum) a vachta trojlistá (Menyanthes trifoliata). Mimořádně hojný je prstnatec májový (Dactylorhiza majalis) a prstnatec Fuchsův (Dactylorhiza fuchsii), kde se jedná o populace čítající až tisícovku rostlin.
Hojné jsou na lokalitě ropucha obecná (Bufo bufo), ještěrka živorodá (Zootoca vivipara) a slepýš křehký (Anguis fragilis). Nehojně zde hnízdí bekasina otavní (Gallinago gallinago).